# Acide diaminopimélique
L'acide diaminopimélique (DAP) est un acide aminé non protéinogène. C'est un dérivé ε-carboxylé de la lysine.
Le DAP est caractéristique de la paroi bactérienne chez certaines bactéries. Lorsqu'on leur en fournit, elles montrent une croissance normale, alors qu'en son absence, elles continuent à croître, mais avec l'impossibilité de former de nouvelles parois cellulaires de peptidoglycane. Le DAP fait partie intégrante du peptidoglycane de certaines bactéries, comme Escherichia coli chez qui il est employé dans la réticulation du peptidoglycane. 